# Cornățel, Sibiu
Cornățel, mai demult Cornățăl, Hârtibaciu, (în dialectul săsesc Harwesterf, în germană Harbachsdorf, Härwesdorf, Harbach, Harendorf, Harrebach, Haresdorf, în maghiară Hortobágyfalva) este un sat în comuna Roșia din județul Sibiu, Transilvania, România.

## Imagini

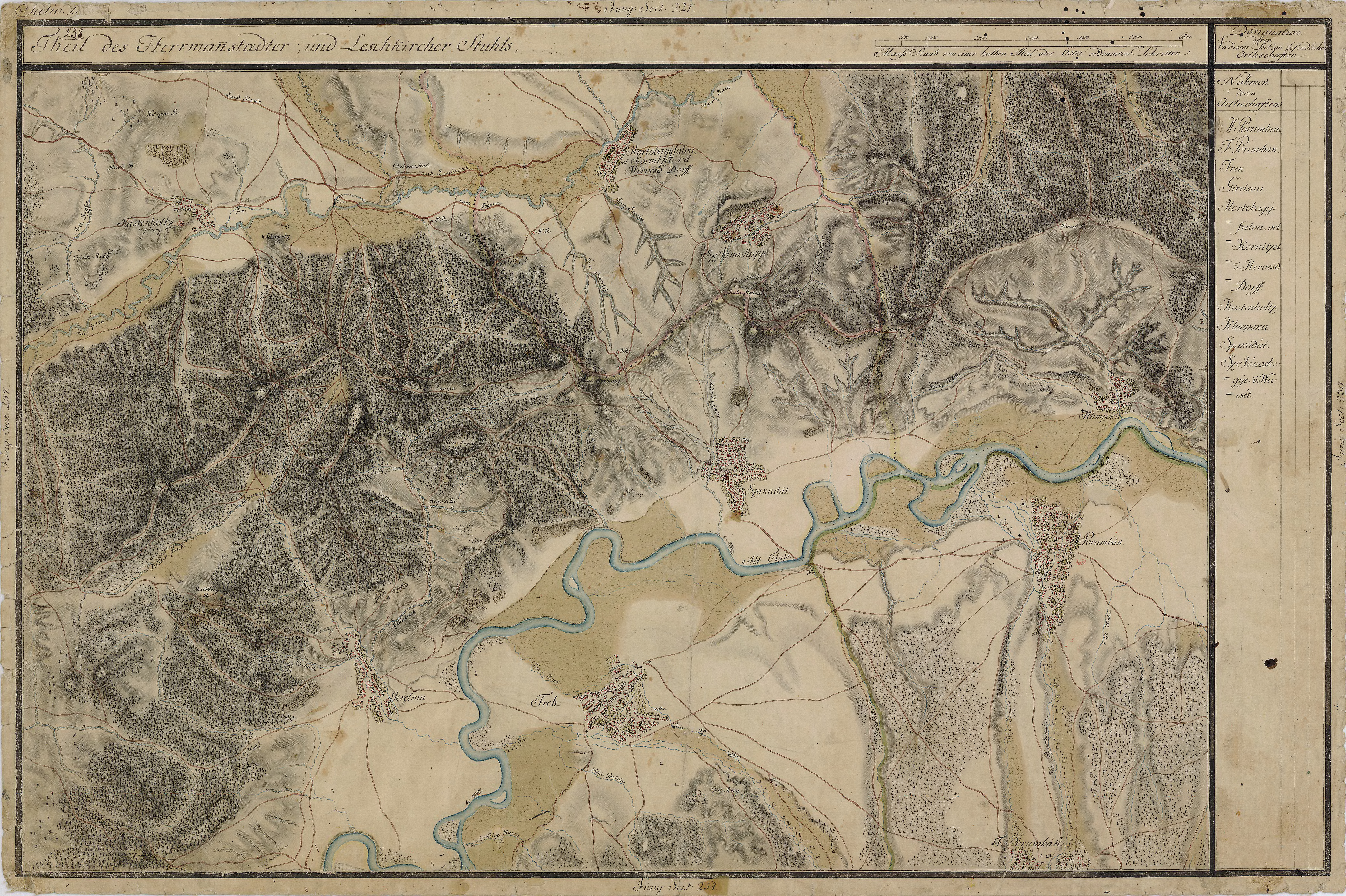
Cornățel în Harta Iosefină a Transilvaniei, 1769-1773]]
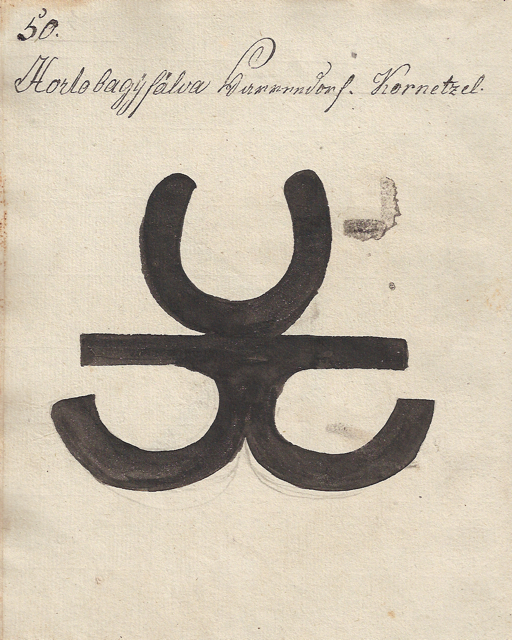
1826 - Danga pentru vitele din Hârtibaciu (Cornăţel)
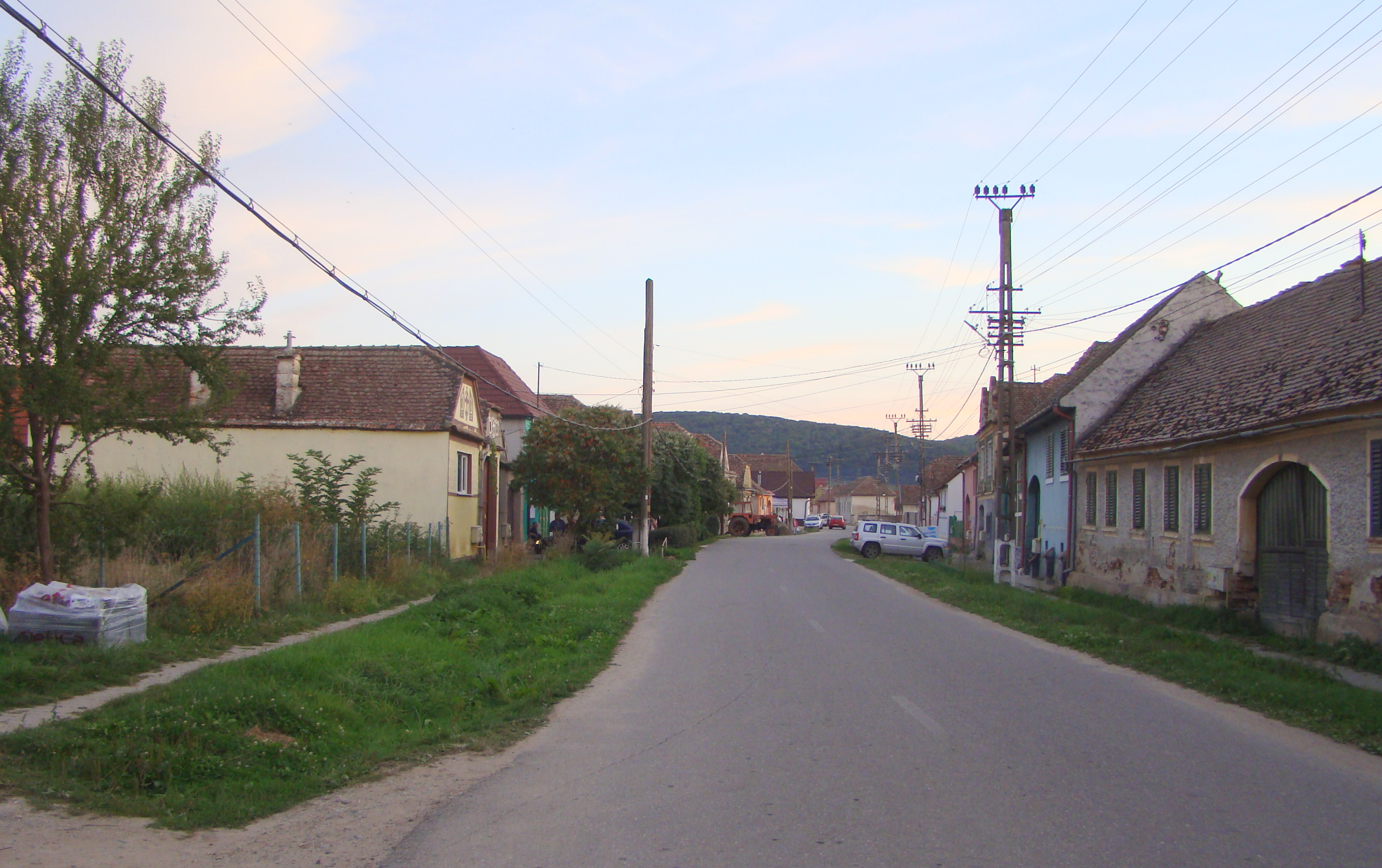
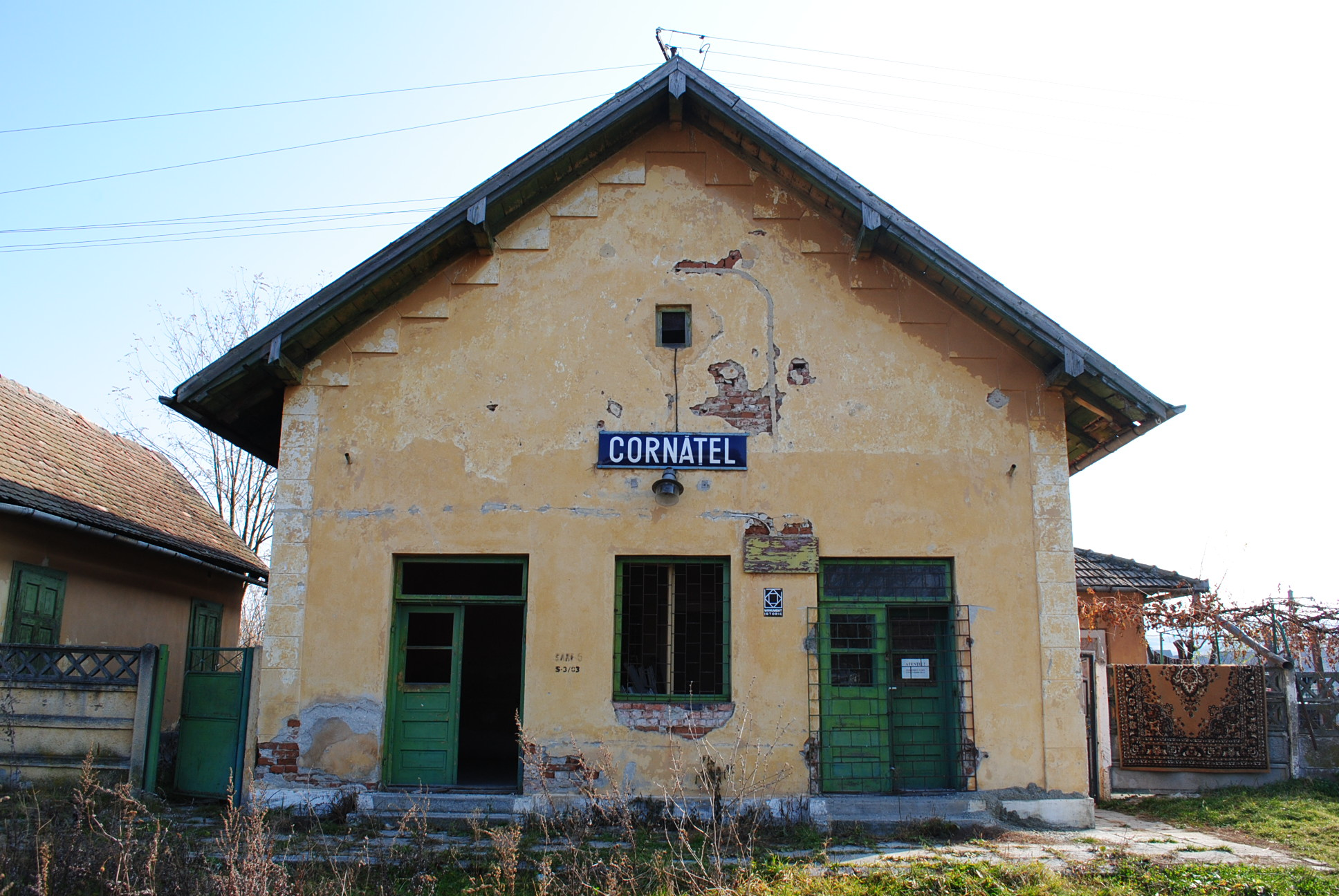
Gara (monument istoric)
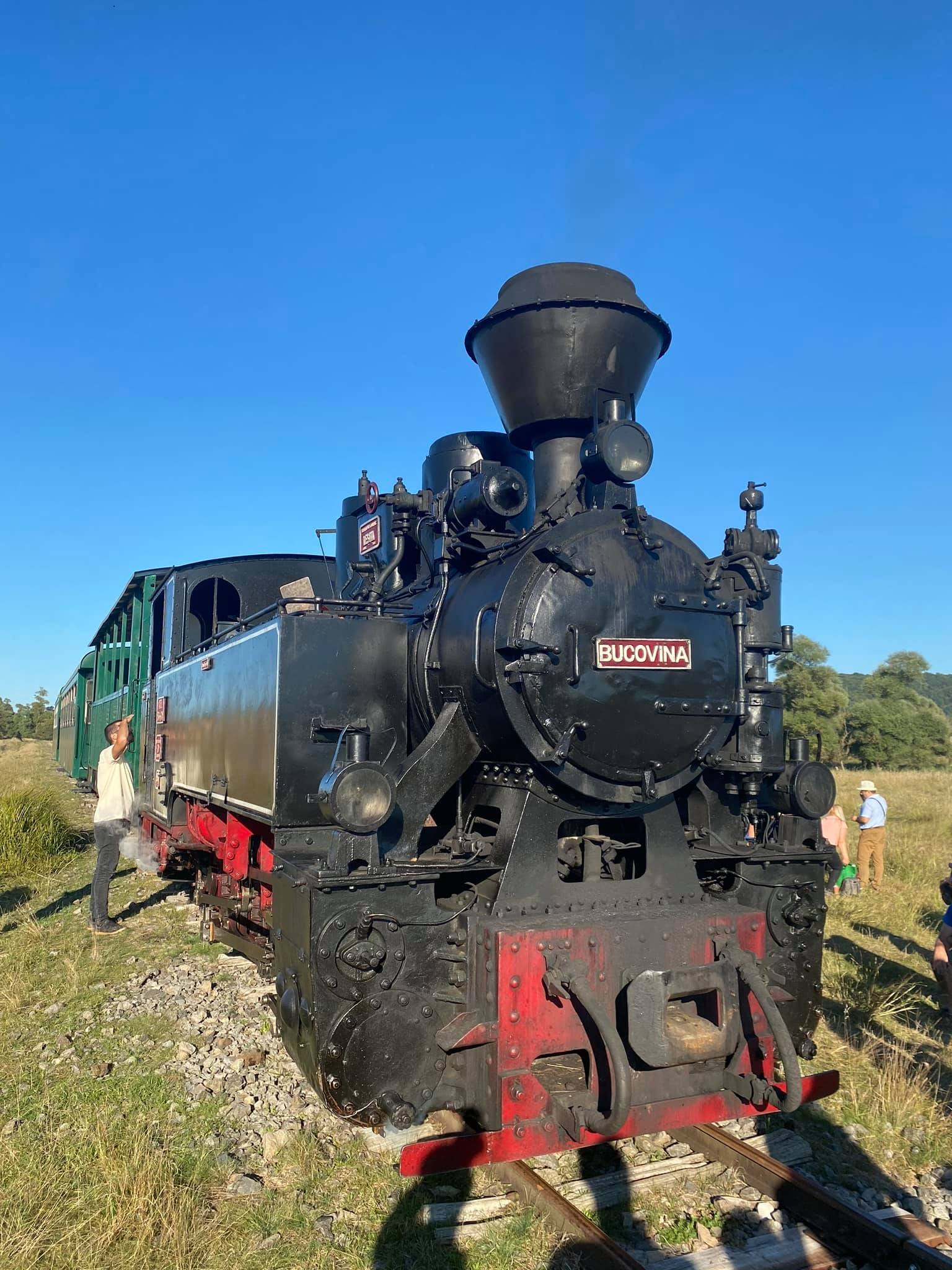
Tren cu aburi
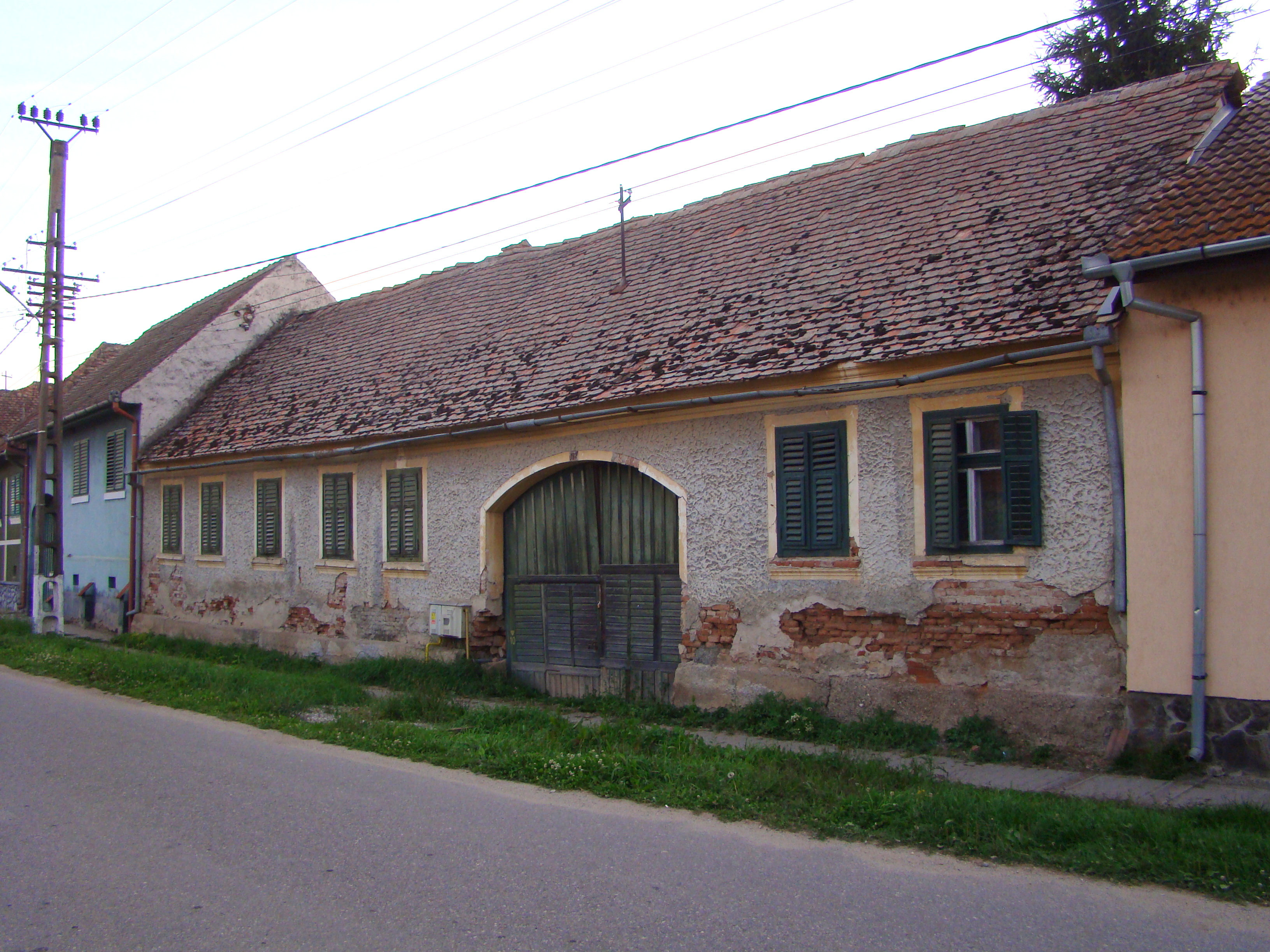
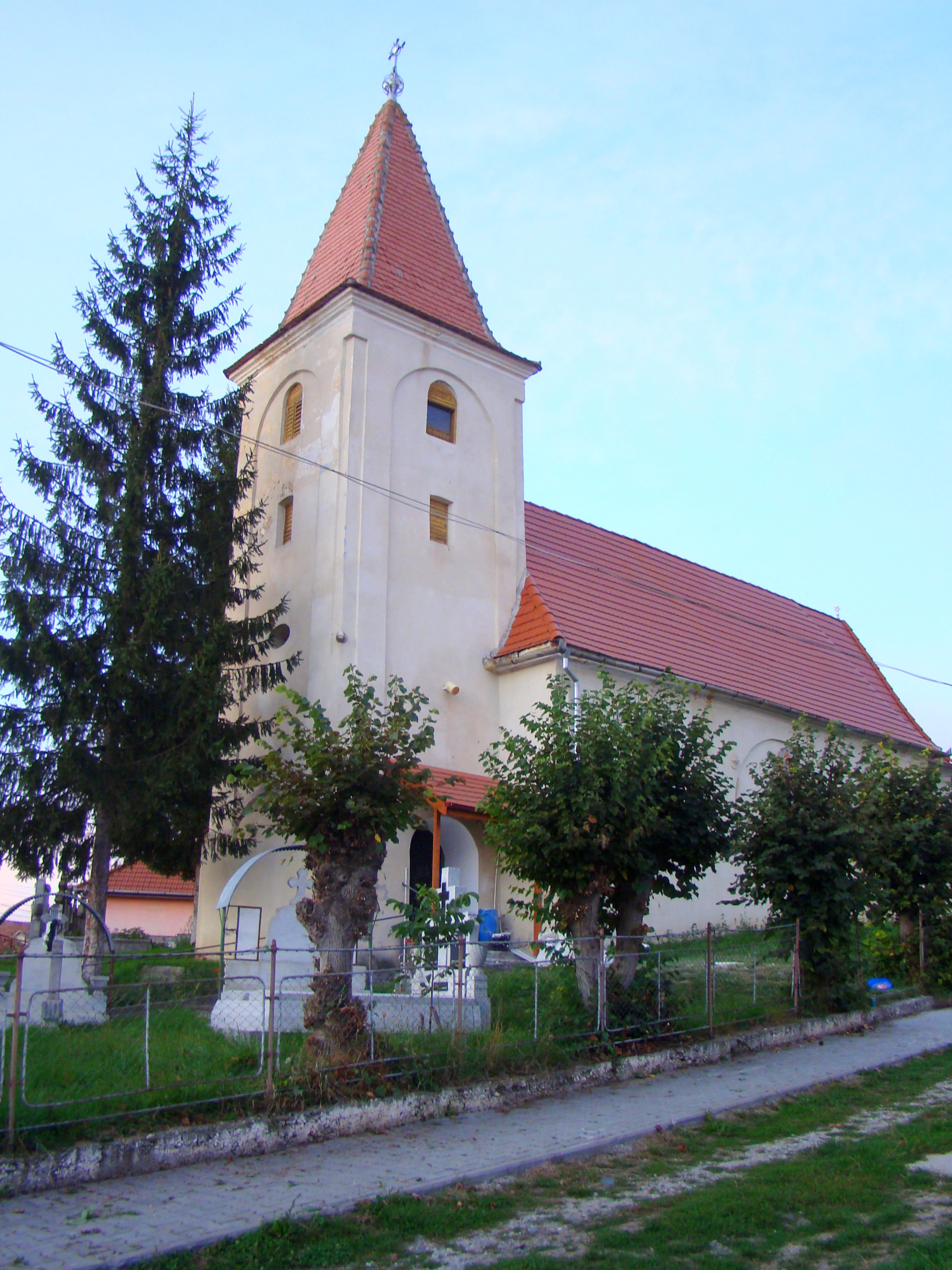
Biserica Vovidenia (cca 1700)
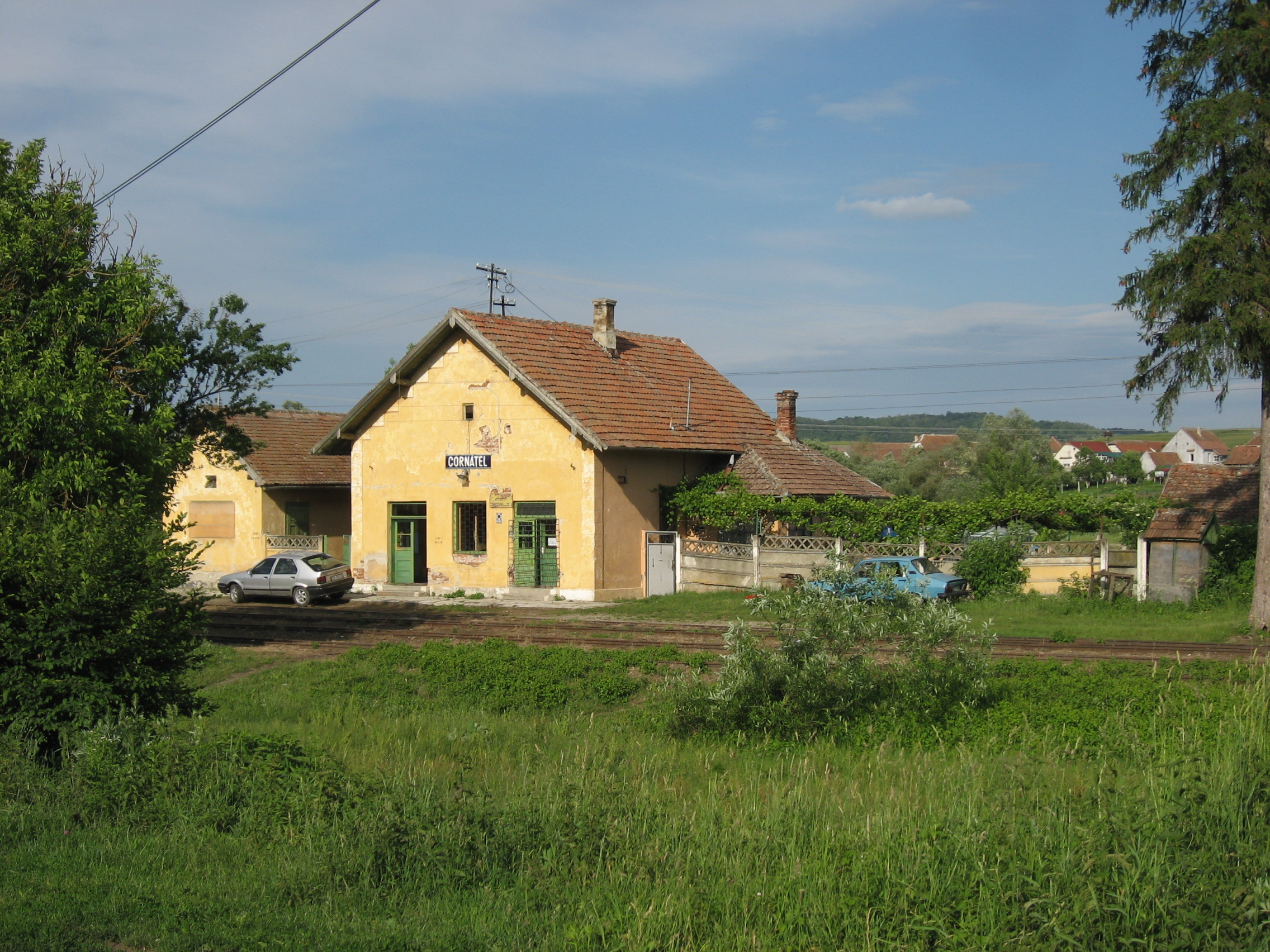
Gara (monument istoric)
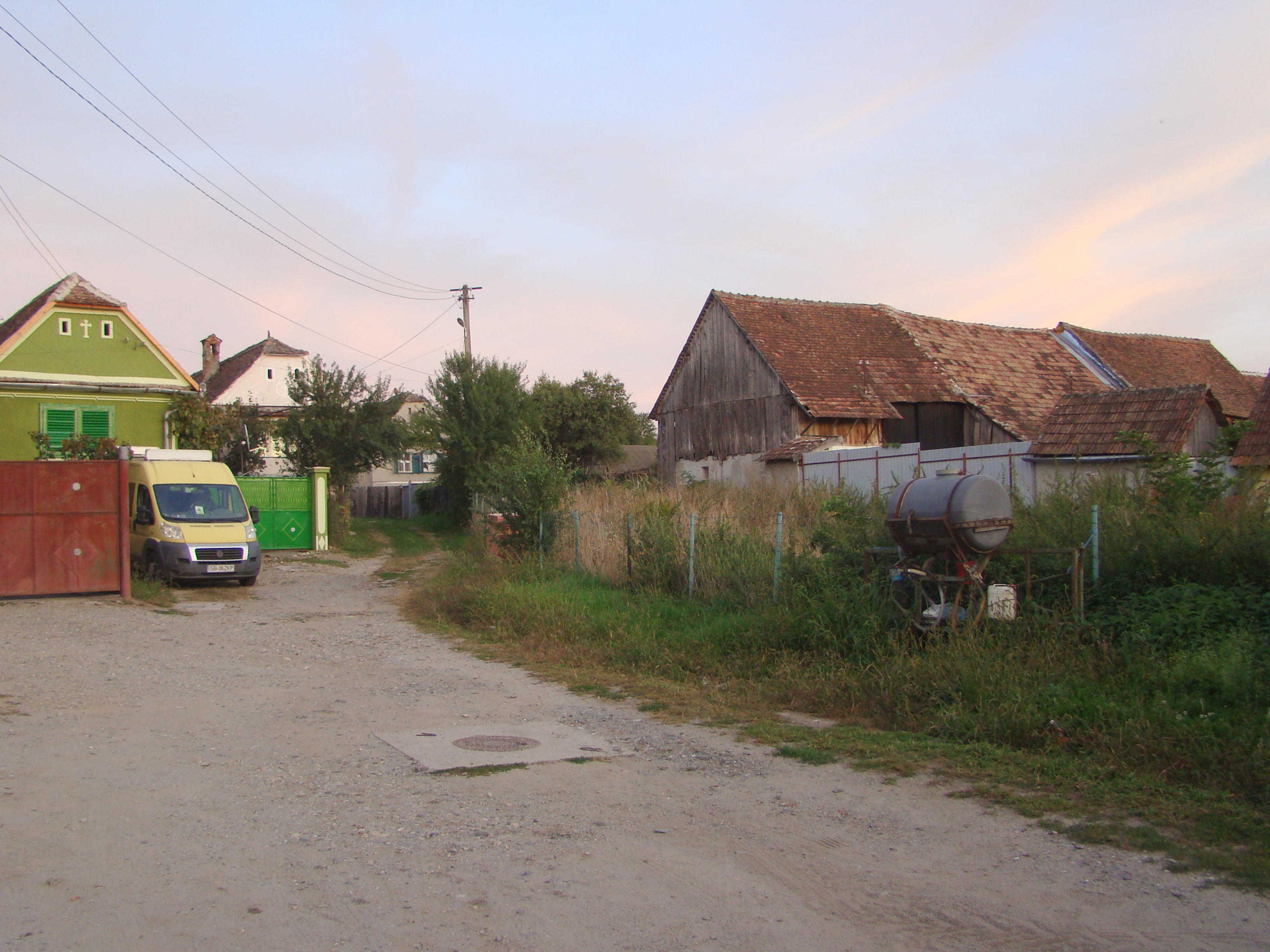
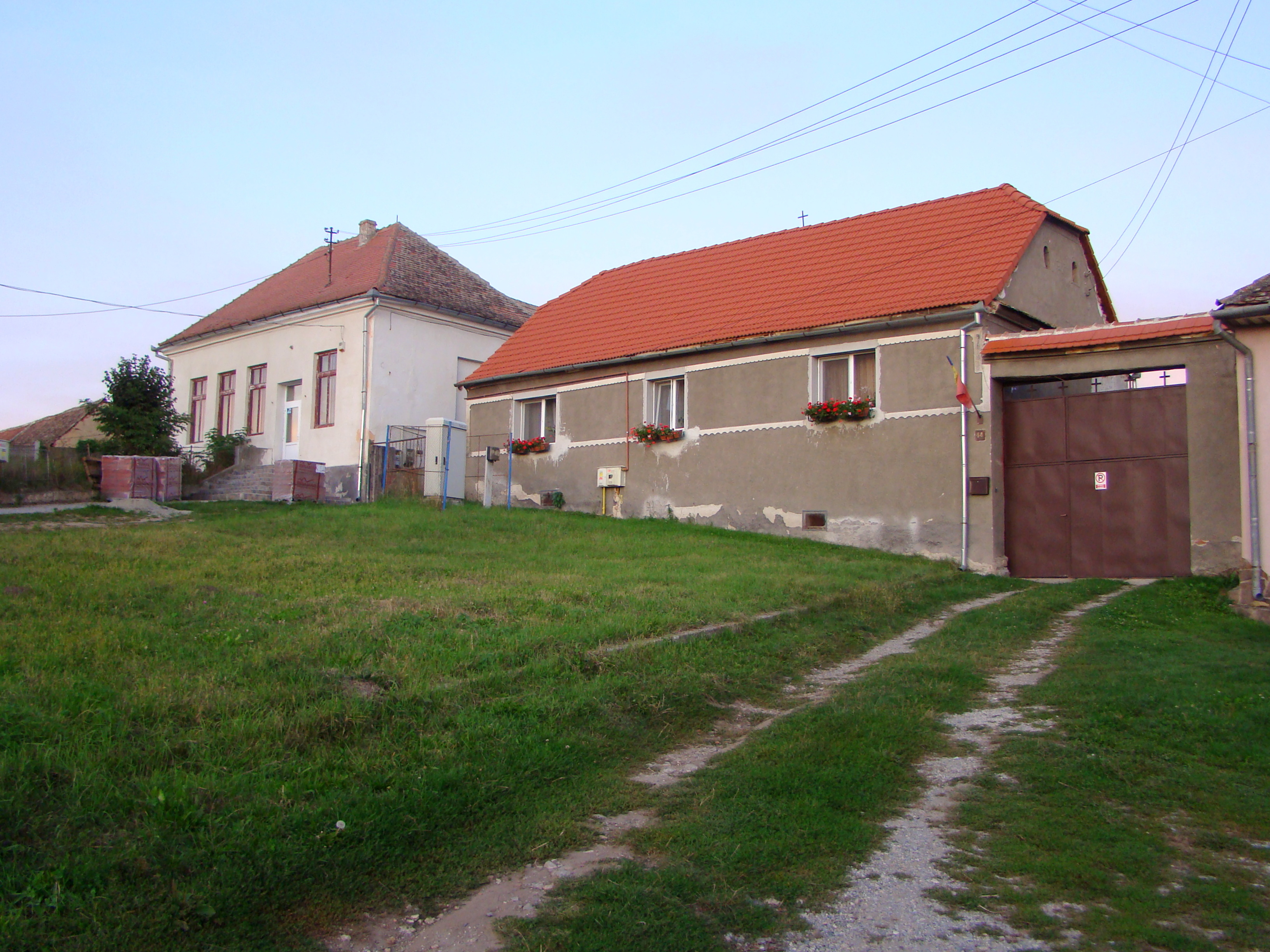